# 기생충학

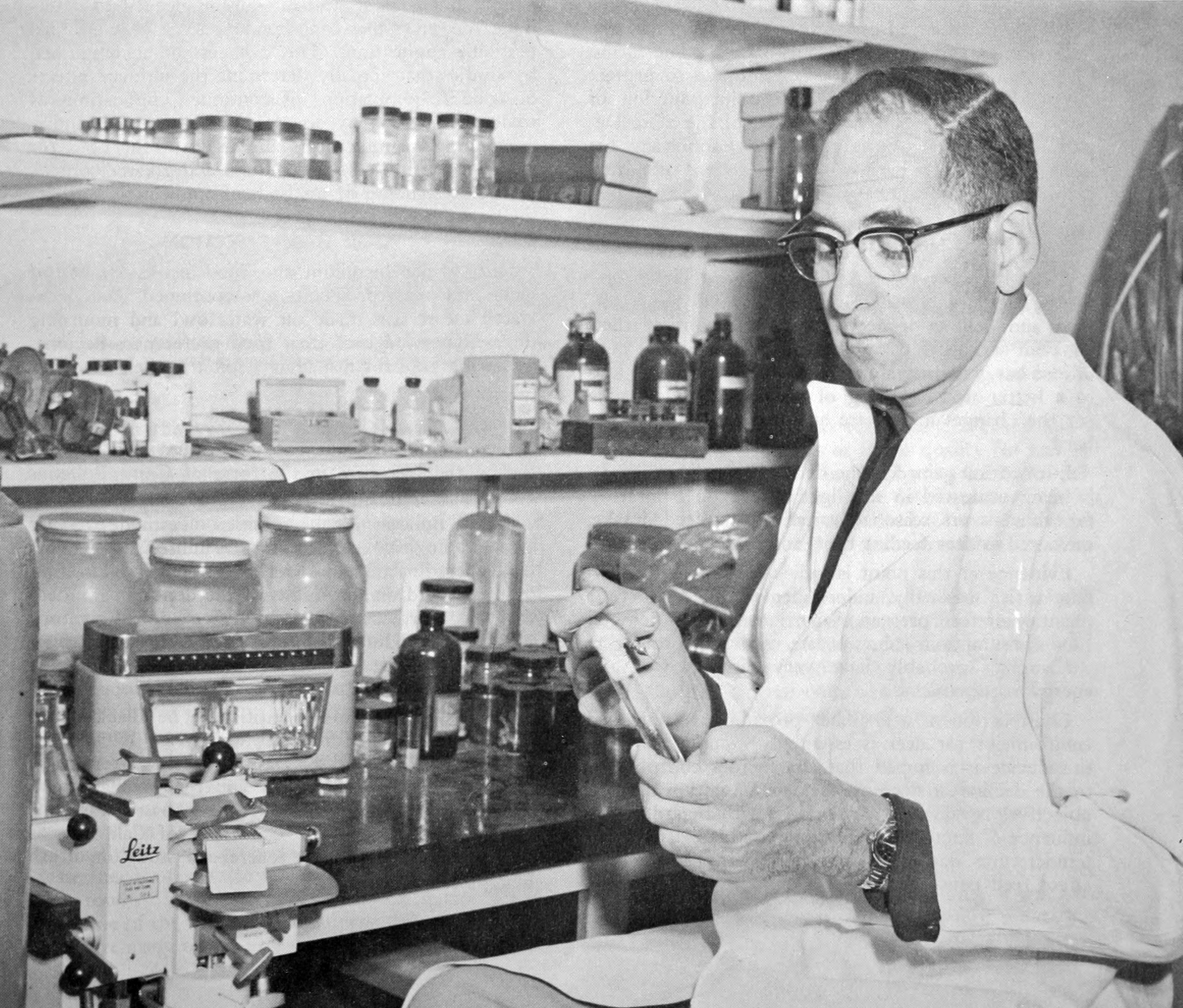

기생충학(寄生蟲學)은 다른 생물에 기생하여 사는 기생물에 관한 연구를 하는 생물학의 한 분야이다.

## 기생충의 명명법
1. 학명(scientific name)
이명명법(binominal nomenclature)을 쓴다. 속명(genus name)을 쓰고 이어서 종명(species name)을 쓴다.
2. 속명(common name)
그 나라 말을 사용한 이름
3. 과명(family name) 혹은 상과명(superfamily name)을 쓸 때
  1. 과명(family name) 쓸때: 어근 + idae
  2. 상과명(superfamily name) 쓸때: 어근 + oidea
4. 기생충병 쓸때
  - 영어: 어간 + iasis. 어간 + osis

- 한글: 어간 + 증

## 기생충병
같은 단어: 기생충성 질환

### 기생충병의 특성
1. 풍토병적 성격
기생충병은 일반적으로 만성적인 경과를 취하며 장기간에 걸쳐 일정한 지역에 상재하는 풍토병(지방병, endemic disease)의 성격을 가진다. 역시 많은 감염인구를 발생 시키지만 은밀하고 잠행적인 성격으로 인해 사람들의 주의나 관심을 별로 끌지 못하고 의학적 주지 대상에서 벗어나는 일이 잦다. 즉, 대부분의 기생충 감염은 만성적, 장기적 경과를 취하고, 감염률은 높은데 반해 사망률은 그리 높지 않으며, 임상 증상도 미약한 것이 보통이다.
2. 열대질환적 성격
기생충 감염은 거의 가난하고 무지한 사회계층을 대상으로 발생한다. 또한, 국가적으로는 열대나 아열대의 저개발국가나 개발도상국가에 많이 발생하며, 열대나 아열대의 기후는 기생충 발육에 알맞은 조건을 갖추고 있기 때문에 기생충감염이 만연하게 된다. 따라서 열대와 아열대 지역에 토착화된 풍토병을 열대질환 (tropical disease)라 한다.

## 같이 보기
- 분류:기생충학자

## 참고 문헌
- 제7차 장내 기생충 감염현황(2004)